# 阿科亞帕

阿科亞帕的旗幟

阿科亞帕（西班牙語：Acoyapa），是尼加拉瓜的城鎮，位於該國中部，由瓊塔萊斯省負責管轄，面積1,382平方公里，海拔高度85米，2005年人口16,946，人口密度每平方公里12.26人。